# Бруно Массо
Бруно Массо (фр. Bruno Massot, нар. 28 січня 1989, Кан, Франція) — французький та німецький парний фігурист. Виступаючи з Альоною Савченко за Німеччину, виграв на Зимових олімпійських іграх 2018, також дворазовий світовий чемпіон, дворазовий чемпіон Європи, срібний призер та дворазовий німецький чемпіон (2016, 2018).
У парі з Дарією Поповою виступав за Францію, у 2014 році вони виграли міжнародний Кубок і 2012 французький чемпіонат.

## Особисте життя
Бруно Массо народився 28 січня 1989 року у Кані, Франція. 15 квітня 2015 року він оголосив про свої заручини зі своєю давньою подругою, Софі Левофре.
23 листопада 2017 року, Федерація фігурного катання Німеччини оголосила, що за тиждень Массо складе присягу німецького громадянина.

## Початок кар'єри
Массо виступав в одиночному катанні у сезоні 2006—2007. Потім він перейшов у парне катання і виступав з Каміль Фуше, з якою вони двічі вигравали бронзові медалі на французьких чемпіонатах і змагалися на двох Чемпіонатах світу серед юніорів. Коли їхнє партнерство закінчилося, до лютого 2011 року він катався з Анною-Лаурою Лечер.

## У парі з Поповою
У березні 2011 року Массо утворив пару з Дарією Поповою і в червні вони почали серйозну підготовку. Вони тренувалися в Кані, Франція, з Жаном-Франсуа Баллесте. У свій перший сезон разом вони також тренувалися по три тижні кожні три місяці в Інго Штоєра у Хемніці, Німеччина.
Перший конкурс Попової/Массо — Master's de Patinage 2011, на якому вони виграли срібну медаль. Вони були десятими на своєму міжнародному дебюті на Міжнародному кубку Ніцци 2011 і зайняли четверте місце на 2011 NRW Trophy. У грудні 2011 року вони виграли французький національний чемпіонат 2012, випередивши дует Ванесса Джеймс / Морган Сіпре. Візові та адміністративні затримки призвели до невизначеності щодо їх участі в чемпіонаті Європи 2012 року, але ситуація вирішилася перед самим заходом. Попова/Массо посіли шосте місце в короткій програмі і восьме в підсумку. Вони не змогли взяти участь у Чемпіонаті світу 2012, але були частиною французької команди на Командному чемпіонаті світу.
У сезоні 2012-13, Попова/Массо взяли участь у двох Гран-Прі: вони посіли п'яте місце на Skate Canada International 2012 і сьоме на Trophée Éric Bompard 2012. Вони поступилися парі Джеймс/Сіпре у французькому чемпіонаті, а потім посіли сьоме місце на Чемпіонаті Європи 2013. На Чемпіонаті світу 2013, Джеймс/Сіпре заробили для Франції дві путівки на 2014 Зимові Олімпійські ігри в Сочі. Як друга пара у французькому рейтингу, Попова/Массо мали стати другою парою, що поїде на Олімпіаду, якщо Попова встигне отримати французьке громадянство.
На старті сезону 2013-14 у Попової були проблеми з підошвою її черевиків. Вона і Массо посіли восьме місце на першому Гран-При сезону — Кубку Китаю 2013. Після цього Попова припинила підготовку на шість тижнів через стресовий перелом третьої плеснової кістки лівої ноги, внаслідок чого пара не змогла взяти участь у Trophée Éric Bompard 2013 і французькому чемпіонаті. Відновивши тренування в середині грудня 2013 року, пара вирішила зменшити складність деяких елементів для Чемпіонату Європи 2014 в січні, вони фінішували на ньому 11-ті. 21 січня 2014 року повідомлялося, що Попова не отримала французьке громадянство вчасно, і друга путівка Франції буде віддана Австрії. Попова і Массо посіли 15-те місце на Чемпіонаті світу 2014, зайнявши 15-те місце в обох сегментах змагання. Це було їхнє останнє змагання разом.

## У парі з Савченко

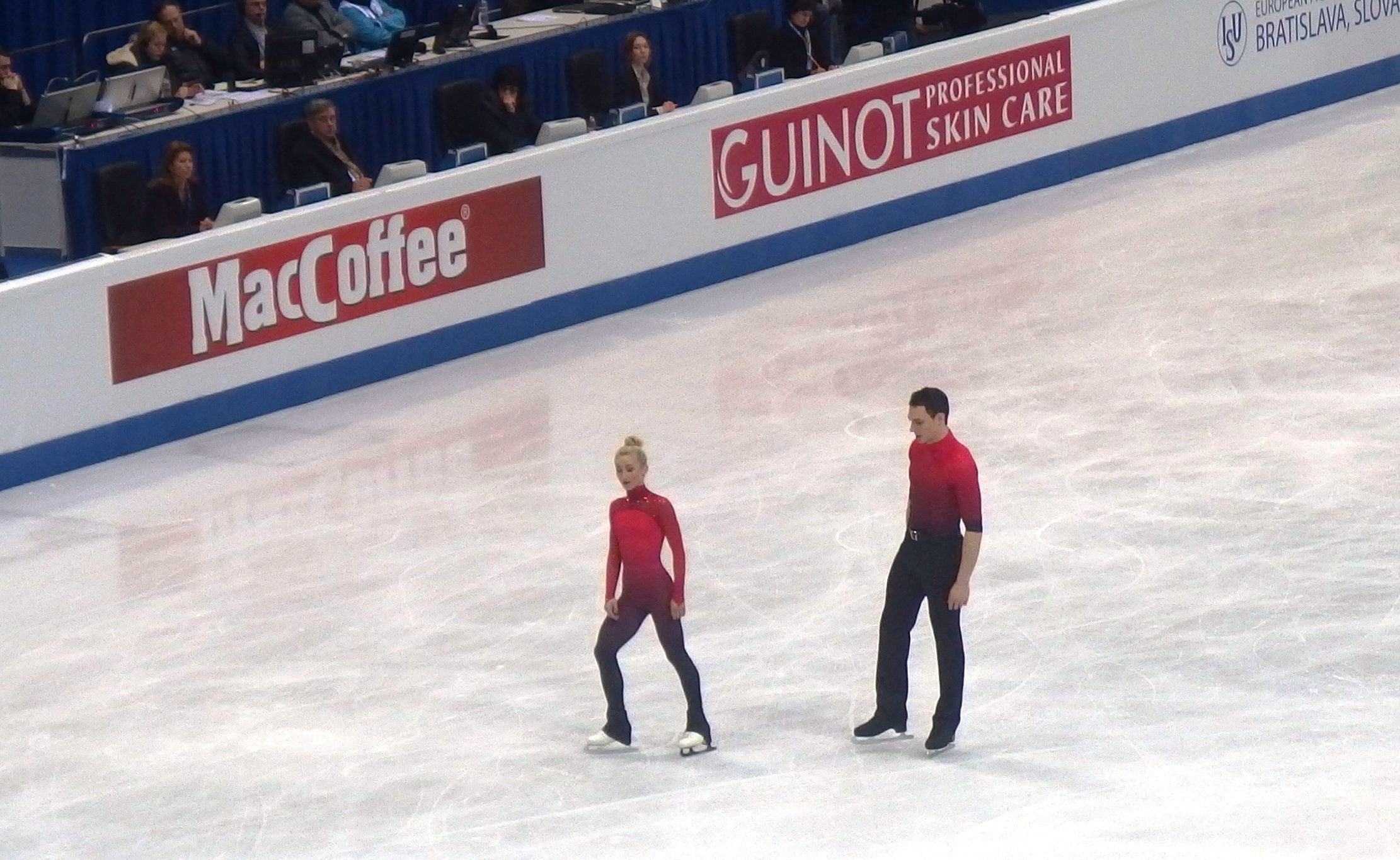
Савченко і Массо на Чемпіонаті Європи 2016

### Формування
19 березня 2014 з'явилася інформація, що Массо виступатиме разом з Альоною Савченко з Німеччини. Вони почали тренуватися разом у квітні, працюючи над тим, щоб пристосуватися до різної техніки одне одного. Уперше вони з'явилися як пара на шоу All That Skate 2014 в Південній Кореї. Оскільки ковзанку в Хемніці не заливали майже до кінця серпня, вони тренувалися в Корал-Спрінгсі у Флориді упродовж двох місяців, починаючи з середини липня.
Оскільки ISU не дозволяє жодній парі виступати під двома прапорами, один з партнерів зобов'язаний змінити країну і не може конкурувати на міжнародному рівні, поки не отримає звільнення від попередньої країни. У липні 2014 року Савченко зазначила, що вона віддає перевагу продовжувати виступати за Німеччину, тоді як Массо віддавав перевагу Франції. 29 вересня 2014 року, Федерація фігурного катання Німеччини оголосила про те, що пара вирішила представляти Німеччину. У жовтні 2014 року Савченко/Массо розпочали тренування в Оберстдорфі, де їх тренував Александер Кьоніг. 9 червня 2015 року, мати Массо заявила, що  французька Федерація фігурного катання на ковзанах (FFSG) відмовилася відпустити Массо виступати за Німеччину.

### Сезон 2015—2016
Повідомлялося, що 31 серпня 2015 року FFSG вимагала від Массо за звільнення плату до 70 000 євро, пізніше погодившись на 30 000 євро. Йому дозволили виступати за Німеччину 26 жовтня 2015.
Савченко/Массо дебютували на CS Tallinn Trophy 2015, в Серії кубків ISU (CS) — на цій події вони виграли золоту медаль. За цим послідувало золото на CS Warsaw Cup 2015 і німецькому чемпіонаті. У січні вони виграли срібло на Чемпіонаті Європи 2016 в Братиславі, Словаччина. Це була перша медаль Массо на чемпіонаті ISU. У квітні вони виграли бронзову медаль на Чемпіонаті Світу 2016 року у Бостоні, посівши четверте місце в короткій програмі і третє місце у довільній програмі.

### Сезон 2016—2017
Після золота на CS Nebelhorn Trophy 2016, Савченко/Массо виграли на обох подіях Гран-Прі, Кубок Ростелекому 2016 і Кубок Франції 2016. 12 листопада Савченко порвала зв'язки на правій щиколотці, намагаючись виконати потрійний аксель у довільній програмі у Франції. Альона вирішила продовжити кататися, бачачи можливість отримати медаль і будучи в парі. Вона сказала: «Була б сама, можна було б махнути рукою, але є й інша половина пари, яка теж змагається». Також зазначила, що, «на щастя, зв'язки не були порвані до кінця, але процес відновлення займе від восьми до дванадцяти тижнів». В результаті пара вийшла з грудневих змагань, не змагалася на фіналах Гран-Прі і німецькому чемпіонаті.
У січні 2017 року Савченко/Массо виграли срібну медаль, поступившись парі з Росії Євгенія Тарасова / Володимир Морозов, на чемпіонаті Європи в Остраві, Чехія. У квітні пара отримала срібну медаль, поступившись китайській парі Суй Веньцзін / Хань Цун, на Чемпіонату світу 2017 в Гельсінкі, Фінляндія.

### Сезон 2017—2018
Савченко/Массо почали свій сезон зі срібла на CS Nebelhorn Trophy 2017. Далі вони взяли срібло на Skate Canada International 2017, посівши перше місце в короткій програмі і друге в довільній. Посівши третє місце в короткій і перше місце у довільній програмі, пара виграла золото на Skate America 2017. За цим результатами вон кваліфіковані на фінал Гран-Прі в грудні.
У листопаді 2017 року Массо отримав німецьке громадянство, що дозволило парі змагатися за Німеччину на Зимових Олімпійських іграх 2018, на яких вони здобули золоту медаль.

## Програми

### З Савченко
| Сезон     | Коротка програма                                                                                   | Довільна програма                                                                            | Гала                                                                                 |
| --------- | -------------------------------------------------------------------------------------------------- | -------------------------------------------------------------------------------------------- | ------------------------------------------------------------------------------------ |
| 2017—2018 | - Ameksa — Fuego Taalbi Brothers аранжування Maxime Rodriguez хореографія Джон Керр                | - La terre vue du ciel Armand Amar аранжування Maxime Rodriguez хореографія Christopher Dean | - Up All Night Oliver Tank                                                           |
| 2016—2017 | - That Man Каро Емеральд                                                                           | - Lighthouse Патрік Вотсон                                                                   | - Un Giorno Per Noi виконання: Paul Potts - Medley Моцарт - Nero Two Steps From Hell |
| 2015—2016 | - Créature de Siam (з Kurios) Raphëal Beau, Guy Dubuc, Marc Lessard хореографія: Ростислав Сініцин | - Sometimes Wax Tailor (з "Пісні Сольвейг" Едвард Гріг) хореографія: Gary Beacom             | - Time after Time David Pfeffer                                                      |

### З Поповою
| Сезон     | Коротка програма                                                   | Довільна програма                                                    |
| --------- | ------------------------------------------------------------------ | -------------------------------------------------------------------- |
| 2013—2014 | - Les Aristochats C2C                                              | - Баррі Ліндон                                                       |
| 2012–2013 | - La Belle Histoire аранжування Gablé                              | - Chocca Apocalyptica - Far Away Apocalyptica                        |
| 2011—2012 | - La Belle Histoire аранжування Gablé хореографія: Karine Arribert | - Broken Sorrow Nuttin' but Stringz хореографія: Pierre-Loup Bouquet |

### З Фуше
| Сезон     | Коротка програма            | Довільна програма                  |
| --------- | --------------------------- | ---------------------------------- |
| 2008—2009 | - Music bGable              | - Sakountala Pierre-Alexandre Mati |
| 2007—2008 | - Libertango Astor Piazzola | - Sakountala Pierre-Alexandre Mati |

### Одиночне катання
| Сезон     | Коротка програма            | Довільна програма                      |
| --------- | --------------------------- | -------------------------------------- |
| 2006—2007 | - Oriental Maxime Rodriguez | - Music Thiersen, Guem, Encre, Shankar |

## Перемоги
GP: Гран-прі; CS: Серія кубків ISU; JGP: Гран-прі юніорів

### З Савченко за Німеччину
| Міжнародні                  | Міжнародні | Міжнародні | Міжнародні |
| Подія                       | 2015–16    | 2016–17    | 2017–18    |
| --------------------------- | ---------- | ---------- | ---------- |
| Олімпіада                   | 1          |            |            |
| Чемпіонат світу             | 3          | 2          |            |
| Чемпіонат Європи            | 2          | 2          |            |
| GP Final                    | WD         | 1          |            |
| GP Rostelecom Cup           | 1          |            |            |
| GP Skate Canada             | 2          |            |            |
| GP Trophée de France        | 1          |            |            |
| GP Skate America            | 1          |            |            |
| CS Nebelhorn Trophy         | 1          | 2          |            |
| CS Tallinn Trophy           | 1          |            |            |
| CS Warsaw Cup               | 1          |            |            |
| Bavarian Open               | 1          |            |            |
| Національні                 |            |            |            |
| Чемпіонат Німеччини         | 1          | WD         | 1          |
| TBD = заявлені; WD = вибули |            |            |            |

### З Поповою за Францію
| Міжнародні                                                   | Міжнародні | Міжнародні | Міжнародні |
| Подія                                                        | 2011–12    | 2012–13    | 2013–14    |
| ------------------------------------------------------------ | ---------- | ---------- | ---------- |
| Чемпіонат світу                                              | 15         |            |            |
| Чемпіонат Європи                                             | 8          | 7          | 11         |
| GP Кубок Китаю                                               | 8          |            |            |
| GP Skate Canada                                              | 5          |            |            |
| GP Trophée Bompard                                           | 7          | WD         |            |
| Challenge Cup                                                | 4          | 1          |            |
| Cup of Nice                                                  | 10         |            |            |
| Nebelhorn Trophy                                             | 5          |            |            |
| NRW Trophy                                                   | 4          |            |            |
| Національні                                                  |            |            |            |
| Чемпіонат Франції                                            | 1          | 2          |            |
| Masters                                                      | 2          | 2          | 1          |
| Командні події                                               |            |            |            |
| World Team Trophy                                            | 4 T 6 P    |            |            |
| WD = вибули T = командний результат, P = особистий результат |            |            |            |

### З Фуше і Лечер за Францію
| Міжнародні              | Міжнародні       | Міжнародні       | Міжнародні       | Міжнародні        |
| Подія                   | 2007–08 (з Фуше) | 2008–09 (з Фуше) | 2009–10 (з Фуше) | 2010–11 (з Лечер) |
| ----------------------- | ---------------- | ---------------- | ---------------- | ----------------- |
| Чемпіонат світу юніорів | 18               | 14               |                  |                   |
| JGP Велика Британія     | 11               |                  |                  |                   |
| Національні             |                  |                  |                  |                   |
| Чемпіонат Франції       | 3                | 3                | 3                |                   |
| Masters                 | 3                | 3 J              | 3                |                   |

### Одиночне катання за Францію
| Міжнародні            | Міжнародні | Міжнародні |
| Подія                 | 2005-06    | 2006-07    |
| --------------------- | ---------- | ---------- |
| JGP Угорщина          | 14         |            |
| JGP Мексика           | 9          |            |
| Triglav Trophy        | 5-й J      |            |
| Національні           |            |            |
| Чемпіонат Франції     | 16         |            |
| J = юніорський рівень |            |            |

## Детальні результати
Маленькі медалі для коротких і довільних програм є тільки на Чемпіонатах ISU. У командних змаганнях, медалі лише за командний результат.

### З Савченко
| Сезон 2017–18              |                                 |         |          |          |
| Дата                       | Подія                           | Коротка | Довільна | Усього   |
| 14–16 грудня 2017          | 2018 German Championships       | 1 76.29 | 1 153.09 | 1 229.38 |
| 7–10 грудня 2017           | 2017–18 Grand Prix Final        | 1 79.43 | 1 157.25 | 1 236.68 |
| 24–26 листопада 2017       | 2017 Skate America              | 3 72.55 | 1 150.58 | 1 223.13 |
| 27–29 жовтня 2017          | 2017 Skate Canada International | 1 77.34 | 3 138.32 | 2 215.66 |
| 27–30 вересня 2017         | 2017 CS Nebelhorn Trophy        | 2 72.99 | 2 138.09 | 2 211.08 |
| Сезон 2016–17              |                                 |         |          |          |
| Дата                       | Подія                           | Коротка | Довільна | Усього   |
| 29 березня — 2 квітня 2017 | 2017 World Championships        | 2 79.84 | 2 150.46 | 2 230.30 |
| 25–29 січня 2017           | 2017 European Championships     | 3 73.76 | 1 148.59 | 2 222.35 |
| 11–13 листопада 2016       | 2016 Trophée de France          | 1 77.55 | 1 133.04 | 1 210.59 |
| 4–5 листопада 2016         | 2016 Rostelecom Cup             | 2 69.51 | 1 138.38 | 1 207.89 |
| 22–24 вересня 2016         | 2016 CS Nebelhorn Trophy        | 1 74.24 | 1 128.80 | 1 203.04 |
| Сезон 2015–16              |                                 |         |          |          |
| Дата                       | Подія                           | Коротка | Довільна | Усього   |
| 28 березня — 3 квітня 2016 | 2016 World Championships        | 4 74.22 | 3 141.95 | 3 216.17 |
| 25–31 січня 2016           | 2016 European Championships     | 2 75.54 | 3 125.24 | 2 200.78 |
| 11–13 грудня 2015          | 2016 German Championships       | 1 80.61 | 1 141.61 | 1 222.22 |
| 27–29 листопада 2015       | 2015 CS Warsaw Cup              | 1 76.30 | 1 133.30 | 1 209.60 |
| 18–22 листопада 2015       | 2015 CS Tallinn Trophy          | 1 71.44 | 1 142.98 | 1 214.42 |